# 椋木美羽
椋木 美羽（むくのき みわ、1976年9月21日 - ）は、日本の元女優である。島根県浜田市出身。本名：椋木 美智子（むくのき みちこ）。島根県立浜田商業高等学校出身。身長164センチメートル、血液型はAB型。中学校時代は合唱部に所属（ピアノが得意で、伴奏を担当）。元研音所属。

## 来歴・人物
- 1992年、第6回全日本国民的美少女コンテスト本選出場。
- 1993年、雑誌『UP TO BOY』のオーディション記事に掲載された写真が事務所の関係者の目にとまりスカウトされる。
- 1995年、高校卒業後に上京し芸能活動を開始。
- 1996年3月、『新・女弁護士朝吹里矢子』で女優としてデビューし、同年7月には『ナースのお仕事』で連続ドラマへ初出演。

## 出演

### テレビドラマ
- 土曜ワイド劇場「新・女弁護士 朝吹里矢子」 第3作『逆転の法廷!』（1996年、テレビ朝日）- アキコ 役[2]
- ナースのお仕事（1996年、フジテレビ） - 足立美紀 役
- デッサン（1997年、日本テレビ） - 麻生未来 役
- 甘い結婚（1998年、フジテレビ）- 林薫 役
- お熱いのがお好き?（1998年、日本テレビ） - 大場香代 役
- 奇跡の人（1998年、日本テレビ）
- 元禄繚乱 第10話（1999年、NHK大河ドラマ）
- 独身生活（1999年、TBS） - 広田理恵 役
- ビューティフルライフ （2000年、TBS）- アンテウス 秘書 役
- ナースな探偵3 復讐のミイラが美女を襲う（2000年、フジテレビ 金曜エンタテイメント） - 菅田みそぎ 役
- 君が教えてくれたこと（2000年、TBS） - 矢口リナ 役
- 利家とまつ〜加賀百万石物語〜（2002年、NHK大河ドラマ） - 幸姫 役
- OL銭道（2003年、テレビ朝日） - 島倉春奈 役
- 流転の王妃・最後の皇弟（2003年、テレビ朝日） - 三格格 役
- 人が殺意を抱くとき 第11話『昼ドラの女王』（2004年、朝日放送）主演
- 終戦60年特別企画 祖国（2005年、WOWOW）
- 信濃のコロンボ事件ファイル9 乗せなかった乗客（2005年8月31日、テレビ東京 水曜ミステリー9） - 宮下愛子 役
- 純情きらり（2006年、NHK連続テレビ小説） - 橘マリ 役
- 弁護士のくず 第6話（2006年、TBS） - 黒田真希 役
- 金曜エンタテイメント「日向夢子調停委員事件簿4」（2006年） - 角加代子 役

### 映画
- ブルーフェイク（1997年） - 主演・相沢エリカ 役
- カルテット（2001年）- 伊達響子 役
- Go!（2001年・日活、NHKエンタープライズ21） - 飯塚令子 役

### CM
- 資生堂 KIPHIキフィー（1996年）
- メガネの相沢（1997年）※東北ローカル
- UHA味覚糖 フェイスジェニック（1998年）
- オリエントコーポレーション オリコカード（2002年）

### ゲーム
- ガメラ2000 ヴァージンインタラクティブ 1997年） - 椋木リサ 役